# Premio del National Board of Review 1945
Los 17° Premios del National Board of Review fueron anunciados en 1945.

## 10 mejores películas
- The True Glory (La verdadera gloria)
- The Lost Weekend (Días sin huella)
- The Southerner (El amor al terruño / El sureño)
- The Story of G.I. Joe (También somos seres humanos)
- The Last Chance (La última puerta / La última oportunidad)
- The Life and Death of Colonel Blimp (Vida y muerte del coronel Blimp)
- A Tree Grows In Brooklyn (Lazos humanos)
- The Fighting Lady
- The Way Ahead (Hacia adelante)
- The Clock (Campanas del destino / El reloj)

## Ganadores
Mejor película
- The True Glory (La verdadera gloria)

Mejor director
- Jean Renoir – The Southerner (El amor al terruño / El sureño)

Mejor actor
- Ray Milland – The Lost Weekend (Días sin huella) como Don Birnam

Mejor actriz
- Joan Crawford – Mildred Pierce (El suplicio de una madre / Alma en suplicio)